# Форт-Мохаве
Форт-Мохаве (англ. Fort Mojave Indian Reservation) — индейская резервация племени мохаве, расположенная на Юго-Западе США вдоль реки Колорадо.

## История
В марте 1865 года правительство США создало индейскую резервацию Колорадо-Ривер. От 500 до 800 мохаве прибыли в новую резервацию в Паркер-Валли, остальные отказались покинуть долину Мохаве. Таким образом, племя разделилось на две группы. В 1870 году была создана резервация Форт-Мохаве, а в 1890 году она приобрела современные границы.

## География
Резервация расположена на границе трёх штатов — Аризоны, Калифорнии и Невады. Общая площадь резервации составляет 169,5 км², из них, 95,79 км² находятся в Аризоне (округ Мохаве), 51,12 км² в Калифорнии (округ Сан-Бернардино) и 22,59 км² в Неваде (округ Кларк).
Согласно другим данным, площадь Форт-Мохаве составляет 136,57 км². Мохаве владеют менее 50 % территории резервации. Индейцы сдали большую часть своей земли в аренду компаниям, занимающимся выращиванием хлопка, кукурузы и сои, в которых занято большое количество проживающих в резервации американцев европейского и мексиканского происхождения. Административным центром резервации является город Нидлс (на языке мохаве — Аха-Кулох), расположенный в округе Сан-Бернардино, Калифорния.

## Демография
В 2012 году население резервации составляло 1 657 человек, а в 2017 — 1 707.
Согласно федеральной переписи населения 2020 года в резервации проживало 1 697 человек, насчитывалось 673 домашних хозяйств и 757 жилых домов. Средний доход на одно домашнее хозяйство в индейской резервации составлял 47 723 доллара США. Около 20,1 % всего населения находились за чертой бедности, в том числе 43,2 % тех, кому ещё не исполнилось 18 лет, и 6,4 % старше 65 лет.
Расовый состав распределился следующим образом: белые — 596 чел., афроамериканцы — 9 чел., коренные американцы (индейцы США) — 814 чел., азиаты — 6 чел., океанийцы — 11 чел., представители других рас — 79 чел., представители двух или более рас — 182 человека; испаноязычные или латиноамериканцы любой расы составили 314 человек. Плотность населения составляла 10,01 чел./км².

## Комментарии
1. ↑  В состав резервации входит лишь  часть населённого пункта.